# Roman Dumitrescu
Roman Dumitrescu (* 22. Februar 1981 in Nürnberg) ist ein deutscher Wissenschaftler, Hochschullehrer und einer von drei Direktoren des Fraunhofer IEM. Sein Forschungsschwerpunkt ist die Produktentstehung intelligenter technischer Systeme.

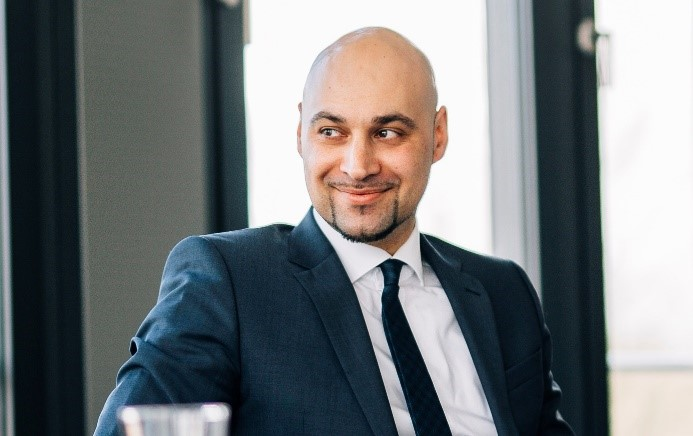
Roman Dumitrescu (2021)

## Werdegang
Ab 2001 studierte Dumitrescu Mechatronik an der Friedrich-Alexander-Universität Erlangen-Nürnberg. Er promovierte 2010 am Heinz Nixdorf Institut der Universität Paderborn bei Jürgen Gausemeier im Bereich Systems Engineering für intelligente mechatronische Systeme zum Dr.-Ing. Von 2011 bis 2015 war er Leiter der Abteilung Produktentstehung des Fraunhofer-Instituts für Entwurfstechnik Mechatronik IEM (ehem. Fraunhofer-Projektgruppe für Entwurfstechnik Mechatronik des Fraunhofer-Instituts für Produktionstechnologie IPT in Aachen).
Seit 2015 ist Dumitrescu einer von drei Direktoren des Fraunhofer IEM und verantwortet weiterhin den Bereich Produktentstehung. 2016 wurde er Mitglied im Executive Development-Programm »Fraunhofer Vintage Class« der Fraunhofer-Gesellschaft. Seit 2012 ist er Geschäftsführer für Strategie, Forschung und Entwicklung im Spitzencluster Intelligente Technische Systeme der it’s OWL Clustermanagement GmbH in Paderborn.
2016 lehnte Dumitrescu einen Ruf (W3) an die Universität Augsburg ab. Seit 2016 ist er Inhaber der W3-Professur »Advanced Systems Engineering« an der Fakultät für Elektrotechnik, Informatik und Mathematik der Universität Paderborn sowie Leiter der gleichnamigen Fachgruppe am Heinz-Nixdorf-Institut.

## Forschungsschwerpunkte
Forschungsschwerpunkt von Roman Dumitrescu ist die Produktentstehung intelligenter technischer Systeme. Dazu gehören insbesondere das disziplinübergreifende Entwicklungsmanagement, die modellbasierte Systementwicklung (MBSE) sowie zahlreiche Schlüsseltechnologien der Digitalisierung wie Virtual und Augmented Reality, Machine Learning, Location Based Services und Molded Interconnect Devices (MID). Um diese Ansätze zu integrieren, fokussiert Roman Dumitrescu das Advanced Systems Engineering als fachübergreifenden Entwicklungsansatz, der den gesamten Innovationsprozess im Blick hat –von der strategischen Planung bis hin zum Markterfolg.

## Weitere Tätigkeiten
Roman Dumitrescu ist unter anderem Mitglied im Expertenkreis des Innovationsdialogs der Bundesregierung, der Deutschen Akademie der Technikwissenschaften (acatech), im Forschungsbeirat der Forschungsvereinigung 3-D MID e.V., im Lenkungskreis der Initiative Wirtschaft & Arbeit 4.0 der NRW-Landesregierung sowie im Verwaltungsrat des RKW Kompetenzzentrums.
Im März 2015 sprach Roman Dumitrescu mit Bundeskanzlerin Angela Merkel in ihrem Video-Podcast über den digitalen Wandel der Wirtschaft. Im September 2016 diskutierte Roman Dumitrescu gemeinsam mit Bundespräsident Joachim Gauck, dem Arbeitssoziologen Günter Maier, dem Leiter der Weidmüller Academy Eberhard Niggemann und der IG-Metall-Bezirksleiterin Gabi Schilling zur Arbeitswelt der Zukunft.
Seit Frühjahr 2024 hat Roman Dumitrescu eine eigene Videoreihe auf YouTube, den Prof. Dumitrescu Tech Talk. Mit wechselnden Gästen spricht er über die Auswirkungen von Künstlicher Intelligenz, speziell Generativer KI auf die Arbeitswelt und das Engineering der Zukunft.
Seit dem 11. Februar 2025 moderiert Roman Dumitrescu gemeinsam mit Tommy Falkowski den Zukunftspodcast OUTATIME – Visionen. Technik. Zukunft. In dem zweiwöchentlich erscheinenden Format starten die Hosts jede Folge mit einem Gedankenexperiment, das von ihrer KI-Assistenz Ginee präsentiert wird. Anschließend diskutieren sie aktuelle technologische Entwicklungen, Chancen und Risiken sowie Zukunftsszenarien in Bereichen wie Künstliche Intelligenz, Energiewende und Mobilität. Der Podcast lädt dazu ein, technologische Visionen kritisch zu hinterfragen und die Zukunft aktiv mitzugestalten.

## Ausgewählte Publikationen
- Gutachten Autonome Systeme für: EFI - Expertenkommission Forschung und innovation (2018): Gutachten zu Forschung, Innovation und technologischer Leistungsfähigkeit Deutschlands, Berlin: EFI.
- J. Gausemeier, R. Dumitrescu, J. Echterfeld, T. Pfänder, D. Steffen, F. Thielemann: Innovationen für die Märkte von morgen. Strategische Planung von Produktion, Dienstleistungen und Geschäftsmodellen. Carl Hanser Verlag, München, 2018.
- R. Dumitrescu, A. Albers, O. Riedel, R. Stark, J. Gausemeier (Hrsg.): Engineering in Deutschland – Status quo in Wirtschaft und Wissenschaft. Ein Beitrag zum Advanced Systems Engineering. Paderborn 2021[7]